# Redivivus
Als Redivivus (lat. für “der Wiedererstandene”) wird in den Geisteswissenschaften das Werk bzw. die Schrift eines Wissenschaftlers bezeichnet, das Bezug auf einen früheren Gelehrten nimmt bzw. an dessen Werk anknüpft. Es findet teilweise auch als Pseudonym Verwendung.

## Beispiele
- Apollonius redivivus. Seu Restituta Apollonii Pergaei Inclinationum geometria von Marin Getaldić (1607).
- Copernicus redivivus, eine Verteidigung des heliozentrischen Weltbildes von Daniel Lipstorp (1643).
- Faustus redivivus, ein Drama von Max Alfred Bilz (1921).
- Hutterus redivivus, die lutherische Dogmatik des Karl von Hase (1800–1890) nimmt Bezug auf Leonhard Hutter (1563–1616).
- Lateranus redivivus von James D. Breckenridge, 1972.
- Proteus redivivus von Richard Head, 1675.
- In Sotweed Redivivus nimmt Ebenezer Cook 1730 Bezug auf sein Erstwerk „The Sot-Weed Factory“.
- Theophrastus redivivus, ein unbekannter französischer Autor um 1659, der auf Theophrastos von Eresos referenziert.
- Till Eulenspiegel redivivus. Ein Schelmenlied von Julius Wolff, 1874.
- Vehse redivivus, die Fortsetzung von Vehses Geschichtswerk durch Emil Rosenow.

## Pseudonyme
Redivivus:
- Bernhard Stempfle (1882/1888–1934), deutscher Ordensmann, Theologe und Publizist

Junius Redivivus:
- William Bridges Adams (1797–1872), britischer Publizist, Eisenbahnkonstrukteur und Unternehmer
- Erwin Heinrich Bauer (1857–1901), baltendeutscher Schriftsteller und Journalist